# Parlement van Parijs

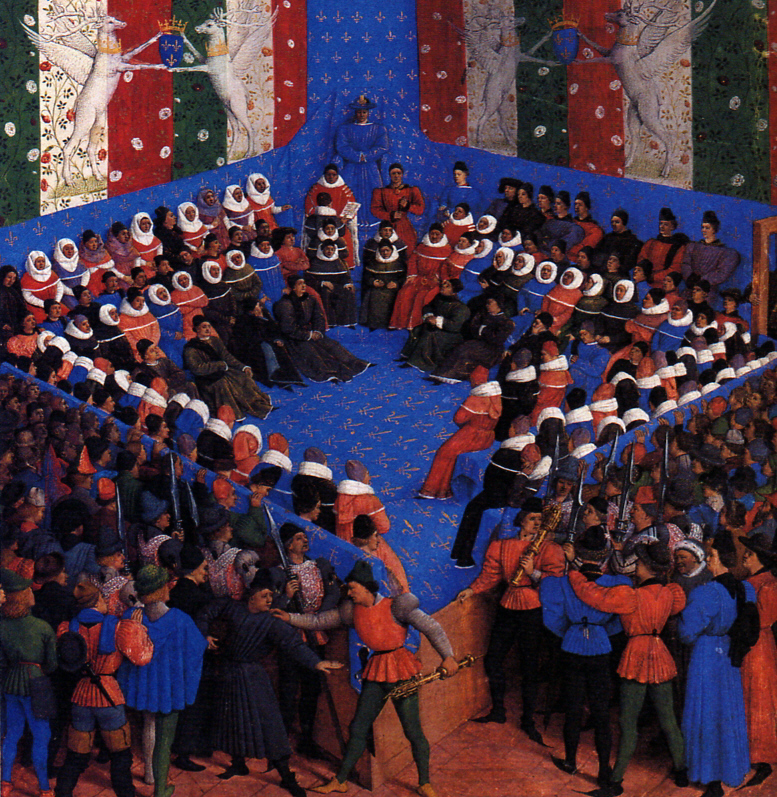
Het Parlement van Parijs onder Karel VII.

Het Parlement van Parijs was het hoogste rechtscollege tijdens het ancien régime in Frankrijk. Het college was gevestigd in het Palais de la Cité op het Île de la Cité in het centrum van Parijs.
Het Parlement verscheen voor het eerst in de 13e eeuw, als een juridische tak van de koninklijke hofraad, en werd in 1345 per koninklijke ordonnantie opgericht. In 1789, na de Franse Revolutie, hield het Parlement op te bestaan. De bevoegdheden van het Parlement waren zowel juridisch, als hoogste hof van beroep, als politiek.

## Geschiedenis
Sedert 1345 was het hof onderverdeeld in drie kamers (Chambres). De Grande Chambre (ook Chambre des plaidoiries) was het hoogste beroepscollege van het land en telde drie voorzitters en dertig leden, waarvan aanvankelijk evenveel leken als clerici, alhoewel dat in de loop van de geschiedenis wijzigde in het voordeel van de leken. De Chambre des enquêtes diende om de processen voor de Grande Chambre voor te bereiden. De derde kamer, de Chambre des requêtes, had een politiek-administratieve functie. De Chambre des requêtes had eveneens de bevoegdheid over civiele procedures en op aanvraag ook zaken die men niet voor de Grande Chambre wenste te pleiten.
Als hoogste gerechtshof hadden de twaalf parlementen zeer veel invloed. Zo werden onder meer geschillen tussen wereldlijk en canoniek recht voor het Parlement gebracht. Daarnaast bezat het Parlement sedert de late middeleeuwen ook het zogenaamde remonstrantierecht, waarbij de nieuwe koninklijke wetten eerst naar het Parlement dienden gestuurd te worden om geregistreerd te worden. Wanneer het Parlement juridische bezwaren vond, kon het de wettekst in kwestie terugsturen en weigeren te registreren, wat de wet ongeldig maakte. Om de macht van het Parlement van Parijs te ondermijnen en het remonstrantierecht in te perken, liet de koning in de 15e eeuw diverse lokale parlementen oprichten. De koning hield in veel gevallen het laatste woord.

## Stokebrand van Fronde en Revolutie
Tijdens de minderjarigheid van Lodewijk XIV leidde het Parlement La Fronde, een opstand die het land aan de rand van een burgeroorlog bracht. Eenmaal stevig in het regeringszadel beperkte Lodewijk het remonstrantierecht en maakte vaak gebruikt van zijn recht om het onwillige Parlement te dwingen (via lettres de jussion en lits de justice) om zijn bevelen te registreren. Lodewijk XIV zag goed in dat het Parlement een bedreiging voor zijn positie was en alleen het belang van de lagere adel diende.
Na de dood van Lodewijk XIV in 1715 gaf Filips van Orléans als regent het Parlement evenwel zijn rechten terug, in ruil voor steun bij het verbreken van het testament van de zonnekoning. Dat bleek op den duur een monumentale vergissing te zijn: het instituut was een broeinest van jansenisme, conservatisme en grootheidswaan geworden. Rond het midden van de achttiende eeuw ontwikkelden parlementsleden zoals Louis Adrien Le Paige theorieën die in principe de koning onder hun voogdij plaatsten, zich beroepend op (fictieve) rechten die oude koningen hun verleend zouden hebben, en zich voorstellend als de erfgenaam van oude Frankische tradities. Na het aftreden in 1750 van de prestigieuze kanselier Henri François d'Aguesseau ging het Parlement over tot daden van ongehoorzaamheid. De protesterende parlementen werden efficiënte tegenstanders van de moderniseringen die Lodewijk XV probeerde door te voeren: uniforme wetten, beter bestuur, evenwichtige belastingheffing, ontwikkeling van het wegennet. Vrijwel elke maatregel werd tegengewerkt onder luid publiek protest, stakingen van de rechterlijke macht, collectieve ontslagen en praktische sabotage, zoals het aanklagen en gevangenzetten van koninklijke ambtenaren (de parlementen hadden hun eigen politie en gevangenissen). De maatregelen die de koning liet registreren werden soms nadien gewijzigd of niet uitgevoerd. De hevige oppositie werd ook buiten het Parlement gevoerd in publicaties en pamfletten. De nieuwe kanselier, Guillaume de Lamoignon de Blancmesnil, bleek te zwak om de ongehoorzaamheid en de intimidatie van gematigde parlementsleden in te perken.
Het Parlement nam het voortouw in het hevige conflict tegen de bisschoppen, over de pauselijke bul Unigenitus, waarin jansenistische stellingen veroordeeld werden. Het Parlement veroordeelde routinematig priesters die de bevelen van de bisschoppen uitvoerden (onder meer het weigeren van de sacramenten aan diegenen die biechtten bij een ongehoorzame priester), en deelde boetes en gevangenisstraffen uit. De koning, die beide partijen probeerde te bedaren, maar de bisschoppen steunde om de eenheid van de kerk te bewaren, deelde in de pamflettaire klappen. De koning werd in de opinie voorgesteld als gemanipuleerd en een creatuur van de perfide bisschoppen genoemd.
In feite kantten de parlementen zich tegen de modernisering van de staat en de creatie van een modern, efficiënt bestuur. In het bijzonder moesten de nieuwe bestuurlijke organen het ontgelden (zoals het ministerie van Bruggen en Wegen), maar er werd ook geagiteerd tegen de Controle van Financiën en het gebeurde vaak dat de parlementen de koninklijke intendanten of hun medewerkers vervolgden, soms met valse beschuldigingen of valse argumenten. Een parlementaire remonstrantie uit 1759 klaagt als volgt: "On a voulu faire taire toutes les lois, pour y substituer les principes variables de ce qu'on a voulu appeler l'administration " (men heeft alle wetten het zwijgen willen opleggen om ze te vervangen door de willekeurige principes van wat men het bestuur wil noemen). In die tijd ontstond een conflict met Étienne de Silhouette die net als in Engeland de adel en geestelijkheid wilde aanslaan voor belastingen.
Pas met het aantreden van kanselier René Nicolas de Maupeou kreeg Lodewijk XV weer vat op de parlementen. De politiek handige Maupeou (uit een parlementair geslacht) slaagde er op spectaculaire wijze in ze op te heffen en te vervangen door nieuwe kamers. De Parijse parlementariërs werden aangehouden en verbannen, hun ambten, die tot dan toe hun verkoopbaar eigendom waren, werden aangeslagen door de staat (edict van april 1771). De juridische moderne tijden braken aan: magistraten werden vanaf dan benoemd door de koning, maar bleven onafzetbaar. Zij werden betaald door de staat en niet meer door de litiganten, hetgeen voorheen een enorme financiële barrière opwierp.
Meer dan twintig jaar breed uitgemeten ruzies tussen de koning en de parlementen hadden hun tol geëist: de moderniserende en hervormende Lodewijk XV ging ondertussen door voor een despoot en een onverantwoordelijke domoor, een onverdiend imago dat tot in deze tijd voortduurt. Het prestige en de legitimiteit van de monarchie waren zwaar beschadigd.
De koning overleed kort daarop onverwacht (1774), en liet een onvoorbereide twintigjarige opvolger achter: Lodewijk XVI stuurde Maupeou de laan uit en herstelde de parlementen. De moderne tijd had slechts drie jaar geduurd. Het saboteren, luidkeels protesteren en opruiende pamfletten verspreiden begon opnieuw en zou uiteindelijk bijdragen tot de Franse Revolutie. Historicus Jean Tulard schrijft: "zonder overdrijven kan men stellen dat de [Franse] Revolutie dateert van 1774".
Tijdens de Franse Revolutie speelde het Parlement een belangrijke rol. Tijdens de financiële crisis die voorafging aan de Revolutie blokkeerde het Parlement fiscale wetgeving die de crisis had kunnen oplossen, maar op veel verzet stuitte van de adel. De staat ging bankroet en de koning riep de Staten-Generaal bijeen. In september 1788 beval het Parlement dat de Staten-Generaal in de traditionele drie afzonderlijke kamers dienden samen te komen en per stand moesten stemmen, wat inging tegen de eis van de 3e stand om per hoofd te kunnen stemmen. Dit zorgde voor een radicalisering van de derde stand. Na de Franse Revolutie werd het Parlement opgeheven, met de decreten van 6 en 7 september 1790.

Ongehinderd door juridische oppositie zou de Wetgevende macht in het Revolutionaire Frankrijk nog absoluter kunnen regeren dan de koning daarvoor. Pas in 1958 zou het Franse regime weer een juridisch tegengewicht dulden, de Grondwettelijke Raad.
- Bibsys: 90207214
- Bibliothèque nationale de France: cb118761821 (data)
- Catàleg d'autoritats de noms i títols de Catalunya: 981058508944806706
- CiNii: DA02122450
- Gemeinsame Normdatei: 2040225-9
- International Standard Name Identifier: 0000 0001 2175 5355
- Library of Congress Control Number: n50000737
- Nationale bibliotheek van Australië: 35098646
- Nationale Bibliotheek van Israël: 987007261105305171
- Réseau des bibliothèques de Suisse occidentale: 02-A005496779
- Système universitaire de documentation: 026531178
- Virtual International Authority File: 129759044